# Petit-Caux
Petit-Caux é uma comuna francesa na região administrativa da Normandia, no departamento do Sena Marítimo. Estende-se por uma área de 91.11 km². Em 2010 a comuna tinha 9 792 habitantes (densidade: 107,5 hab./km²).
Foi criada em 1 de janeiro de 2016, a partir da fusão das antigas comunas de Saint-Martin-en-Campagne, Assigny, Auquemesnil, Belleville-sur-Mer, Berneval-le-Grand, Biville-sur-Mer, Bracquemont, Brunville, Derchigny, Glicourt, Gouchaupre, Greny, Guilmécourt, Intraville, Penly, Saint-Quentin-au-Bosc, Tocqueville-sur-Eu e Tourville-la-Chapelle.